# Ot Pi
Ot Pi i Isern (Esplugas de Llobregat, 22 de setiembre de 1970) es un ciclista español especialista en trial.
A finales de los años 1970 fue uno de los pioneros de esta nueva modalidad deportiva, y junto a su padre, Pere Pi i Parera. Conocido inicialmente como Trialsín (acrónimo castellano de «trial sin motor»). Dentro de su extenso palmarés destacan 12 campeonatos mundiales outdoor y 8 copas del mundo indoor, así como 3 records Guinness y 4 records del mundo.
Se retiró de la competición en 2008.

## Biografía deportiva
Hijo de Pere Pi (campeón de España de motocross, trial y velocidad) y Maria Isern, muy pronto empezó en el mundo de las motos, participando en septiembre de 1977 en una prueba de motocross en Montornès del Vallès, con una moto diseñada por su padre; al día siguiente participaba en una prueba de trial.
Después de un accidente no volvió a coger la moto. Ot Pi siguió en el patio de su casa imitando con su bicicleta a sus ídolos de aquel tiempo, Malcolm Rathmell y Ulf Karlsson, corredores oficiales de trial de Montesa. Fue entonces cuando su padre, Pere, vio que podría ser un deporte y en 1980 creó el trialsín (trial sin motor) como deporte oficial y reconocido. La confianza de Montesa en hacer un modelo de bicicleta especial y espectacular (Montesita T-15, proyectada y construida por Pere Pi), un vídeo promocional para todos los cines de España lo hizo popular en España  y al cabo de poco tiempo por todo el mundo.[cita requerida]
En 1982 Ot Pi ya se proclamó campeón de Europa en alevines, y con tan sólo 14 años consiguió el subcampeonato absoluto con la marca Monty  Con 15 años consiguió ser segundo en el mundial absoluto, y en 1987, con 16 años, llegó al número 1 del podio.
En 1986 se proclama Subcampeón del Mundo de BMX en Jessolo, Italia.

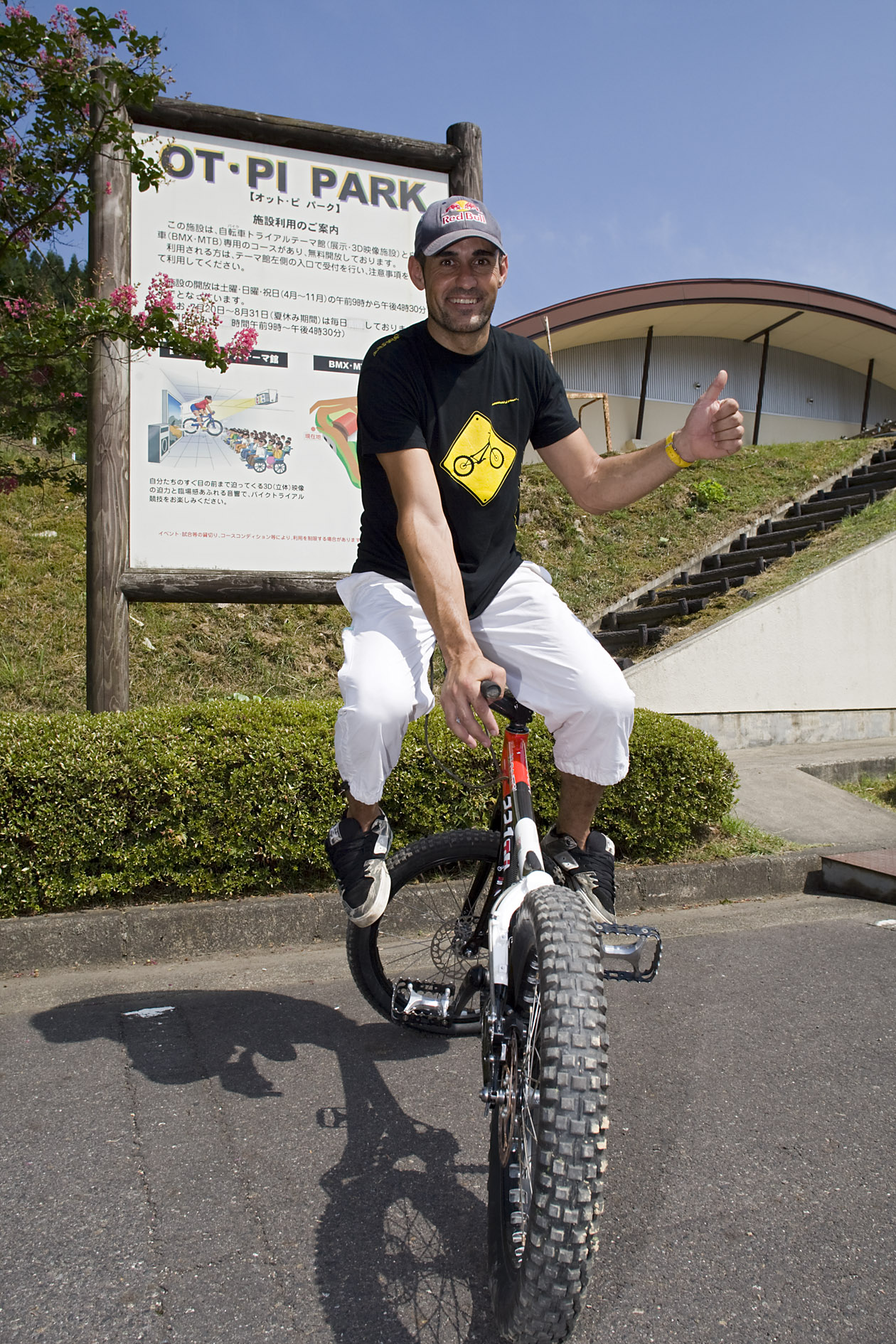
Delante del Ot Pi Museum & Park, Itadori.

En 1988 se fue a vivir a EE. UU. pero después decidió volver. En 1989 ganó su primera copa mundial indoor e hizo su primer viaje a Japón invitado por Hiroshi Hirano, donde es considerado un ídolo y país que ha visitado en más de 40 ocasiones.
En 1990 participó en la película “Ice, Fire and Dinamite” con Roger Moore y grabó su primero video comercial “Technic of Ot Pi” . El 1991 creó el "Club Ot Pi de Biketrial" dirigido por él mismo y con el cual llegó a organizar más de 100 competiciones y una copa mundial de Biketrial.
En 1992, con el nacimiento del biketrial, fue uno de sus mejores años, no perdió ninguna carrera, consiguió tres récords del mundo (salto al vacío de 4,9 m, salto de 22 personas sin rampa y salto de altura 1,19 m)y ganó el campeonato mundial en dos categorías (Élite y Master , esta última con rueda de 26”).
En 1995 empezó su contrato con Red Bull que fue su esponsor ya hasta final de su carrera. En 1996 consiguió el Récord Guinness de subida al edificio del Hotel Artes de Barcelona y 1997, subió la altura de 1.75 m sin rampa en Singapur.
En 1998, se inauguró un museo y parque con su nombre: el Ot Pi Park, en Itadori (Japón).

En 2000 consiguió el Récord Guinness de salto de longitud con 2,9 m 

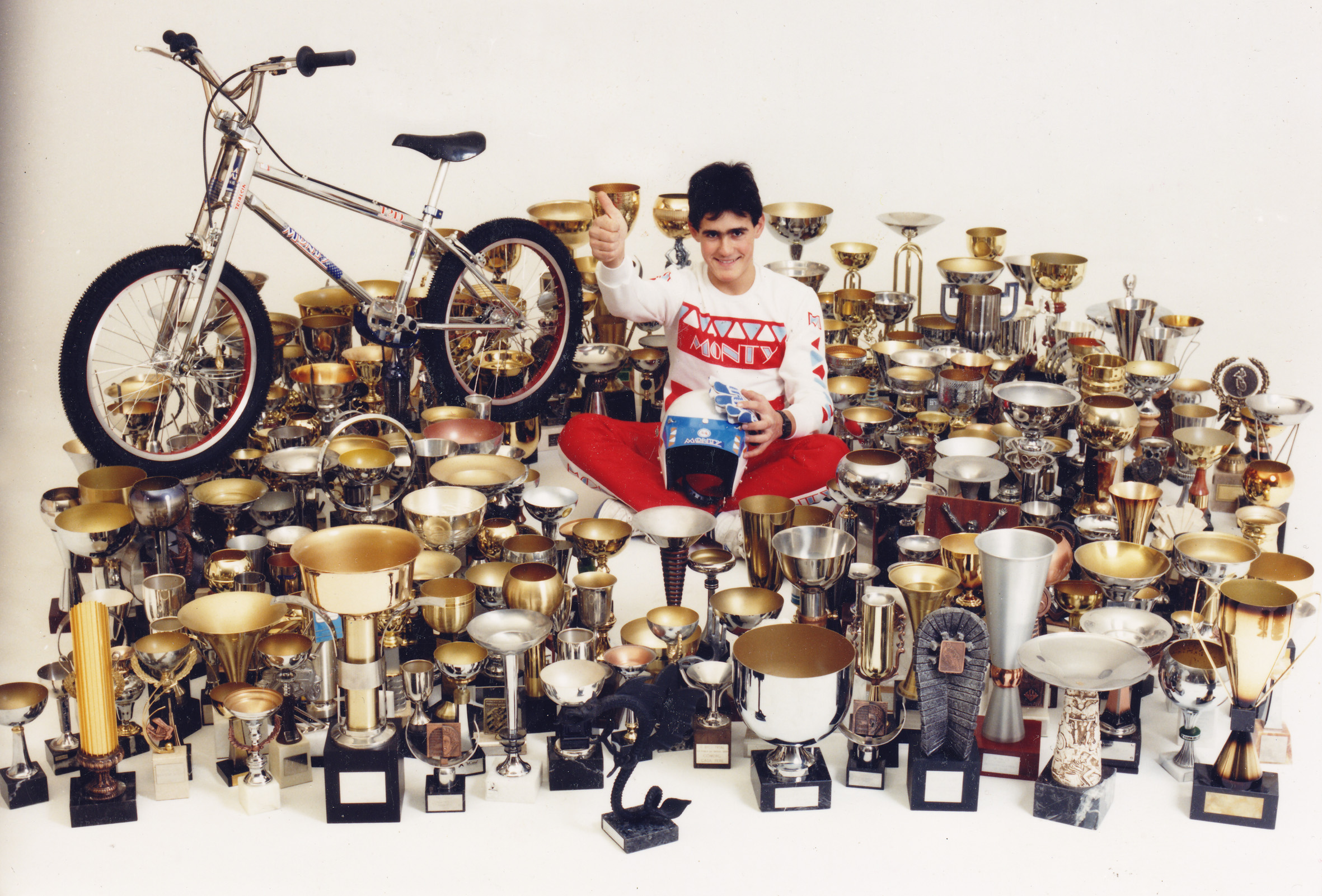
Trofeos con 16 años

En 2003 consiguió ser segundo en el mundial, y traer 20 años sin bajar del pódium de las competiciones mundiales y europeas, sólo en 1996 quedó en 4.ª posición.
En 2004 subió la Montaña del Peñón de Ifach sin poner los pies en el suelo.
En 2008 consiguió establecer un nuevo Récord Mundial, al conseguir subir el edificio Jin Mao de Shanghái en 39 minutos y 38, acredidado por la UCI.

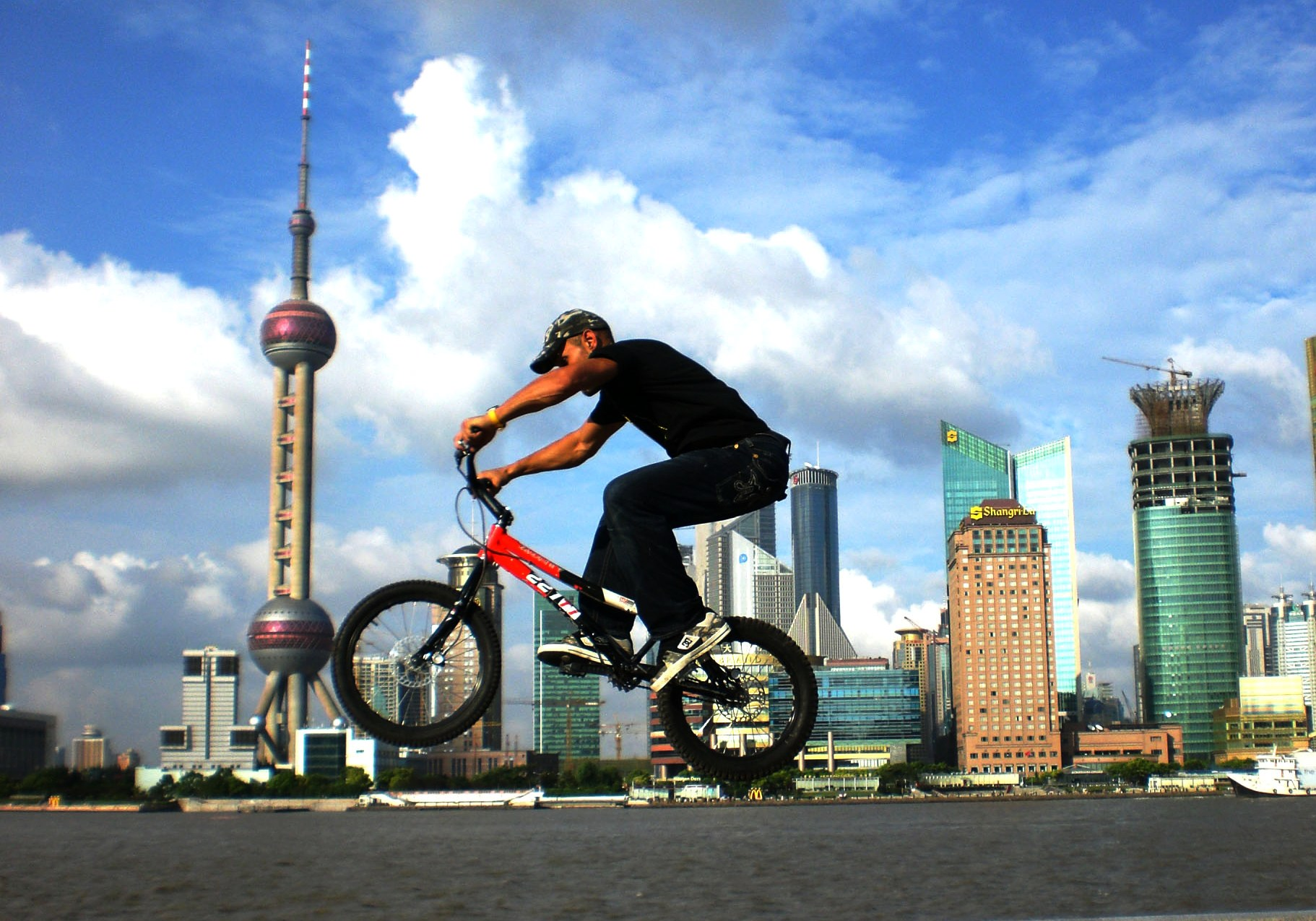
Shanghai Skyline

En 2011 publica su biografía, en catalán y japonés, "Ot Pi, la impronta de un pionero" y se inaugura su página web, focalizada en la ayuda a la reconstrucción de Japón (www.otpi.com).
En octubre del mismo año le conceden la Medalla al Mérito Deportivo en reconocimiento a su trayectoria y logros conseguidos.

### Trofeos
En sus 30 años de carrera deportiva, ha acumulado 20 títulos mundiales (12 outdoor y 8 indoor), 4 europeos y 18 españoles, 1 Campeonato Americano (USA), 4 Récords del Mundo, 3 Récords Guinness, además de múltiples victorias que hace que tenga más de mil trofeos en su casa.[cita requerida]